# 长茎飞蓬
长茎飞蓬（学名：Erigeron elongatus）为菊科飞蓬属的植物。分布在欧洲、朝鲜、蒙古、俄罗斯以及中国大陆的西藏、四川、新疆、甘肃、河北、内蒙古、山西等地，生长于海拔1,900米至2,600米的地区，多生在沟边、低山开旷山坡草地以及林缘，目前尚未由人工引种栽培。